# Paul R. Ehrlich
Paul Ralph Ehrlich (Filadelfia, Pensilvania, Estados Unidos, 29 de mayo de 1932) es un entomólogo y biólogo estadounidense, especializado en Lepidoptera (mariposas). También es bien conocido como investigador y autor de artículos y libros sobre superpoblación humana.
Es el Profesor Bing emérito de Estudios de Población del Departamento de Biología de la Universidad de Stanford y presidente del Centro para la Biología de la Conservación de la Universidad de Stanford.
Ehrlich se hizo muy conocido por su controvertido libro de 1968 The Population Bomb, que afirmaba que la población humana del mundo pronto aumentaría hasta el punto en que sobrevendrá la inanición masiva. Entre las soluciones que sugirió en ese libro estaba el control de la población, que se utilizaría en su opinión si los métodos voluntarios fallaran. Ehrlich ha reconocido que algo de lo que predijo no se ha producido, pero sostiene que sus predicciones sobre la enfermedad y el cambio climático fueron esencialmente correctas, y que la superpoblación es un problema importante.

## Primeros años de vida, educación y carrera académica
Ehrlich nació en Filadelfia, Pensilvania, hijo de William Ehrlich y Ruth Ehrlich, de soltera Rosenberg. Su padre era un vendedor y su madre era una profesora de latín.
Ehrlich obtuvo un B.A. en Zoología de la Universidad de Pensilvania en 1953, una M.A. en Entomología de la Universidad de Kansas en 1955 y un Ph.D., también en Entomología y también de la Universidad de Kansas en 1957, su M.A. y Ph.D. siendo supervisados por Charles Duncan Michener, un investigador de las abejas reconocido mundialmente. Durante sus estudios participó en investigaciones de insectos en las áreas del Mar de Bering y el Ártico canadiense, y luego, con una beca de los Institutos Nacionales de Salud, investigó la genética y el comportamiento de los ácaros parásitos. En 1959 se unió a la facultad de la Universidad de Stanford, siendo promovido a catedrático de Biología en 1966. Es un entomólogo especializado, entre otros, en lepidópteros (mariposas); publicó junto a Peter Hamilton Raven un importante artículo sobre la coevolución de las plantas y estos insectos. Fue nombrado profesor Bing de Estudios de Población en 1976. Se retiró de este cargo y de su cargo de catedrático de Biología en 2016.
Es el fundador del Centro de Biología de la Conservación de la Universidad de Stanford, fundado en 1984. Es miembro de la Asociación Estadounidense para el Avance de la Ciencia, la Academia Nacional de Ciencias de los Estados Unidos, la Academia Estadounidense de las Artes y las Ciencias y la Sociedad Filosófica Americana.

## Debate de la superpoblación
Más información: superpoblación humana

El caso de la bomba de población: la población humana se ha incrementado dramáticamente.

Una conferencia que Ehrlich dio sobre el tema de la superpoblación en el Commonwealth Club of California fue transmitida por radio en abril de 1967.

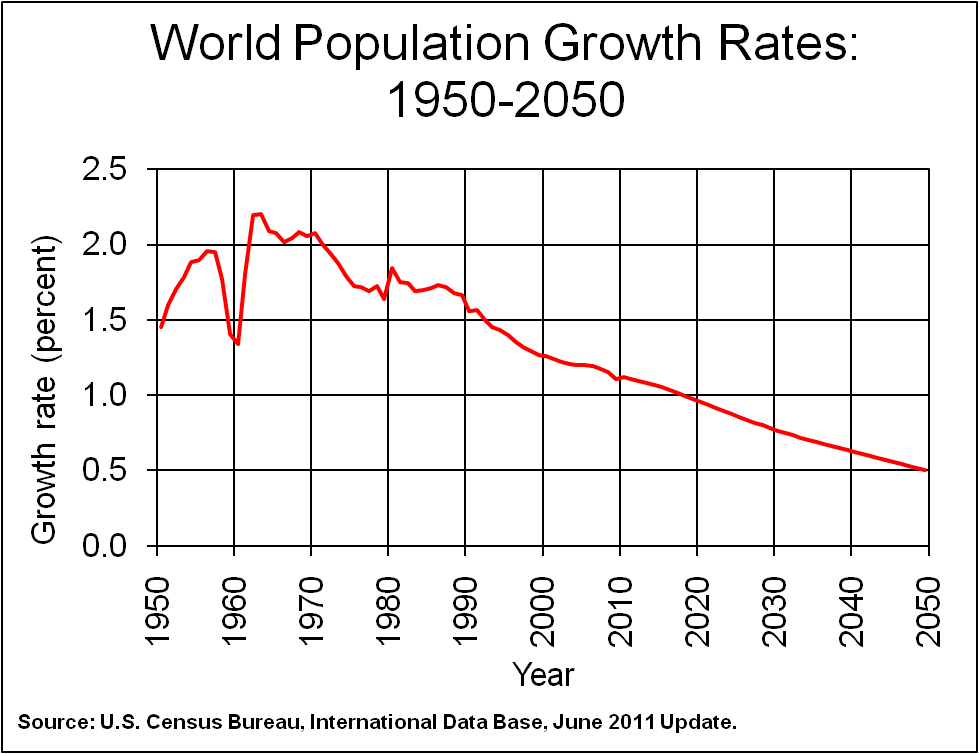
El argumento contra la bomba de población: desde la década de 1950, la tasa de crecimiento de la población ha disminuido, y se prevé que disminuya aún más.

 El éxito de la conferencia causó más publicidad y la sugerencia de David Brower, el director ejecutivo del ambientalista Sierra Club, e Ian Ballantine de Ballantine Books de escribir un libro sobre el tema. Ehrlich y su esposa, Anne Ehrlich, colaboraron en el libro The Population Bomb, pero el editor insistió en que se acreditara a un solo autor.
Aunque Ehrlich no fue el primero en advertir acerca de los problemas de población -la preocupación se había generalizado durante las décadas de 1950 y 1960-, sus métodos carismáticos y conocedores de los medios ayudaron a publicitar el tema.

### Escritos

#### The Population Bomb(1968)
La edición original de The Population Bomb comenzó con esta afirmación: "La batalla para alimentar a toda la humanidad ha terminado. En la década de 1970, cientos de millones de personas morirán de hambre a pesar de los programas de choque emprendidos ahora. En este momento nada puede evitar un aumento sustancial en la tasa de mortalidad mundial..." Ehrlich argumentó que la población humana era demasiado grande, y que si bien el alcance del desastre podía mitigarse, la humanidad no podía evitar hambrunas graves, la propagación de enfermedades, malestar social y otras consecuencias negativas de la superpoblación. A fines de la década de 1970, esta predicción resultó ser incorrecta. Sin embargo, continuó argumentando que las sociedades deben tomar medidas enérgicas para disminuir el crecimiento de la población a fin de mitigar futuros desastres, tanto ecológicos como sociales.
En el libro, Ehrlich presentó una serie de "escenarios" que detallan posibles eventos futuros, algunos de los cuales han sido utilizados como ejemplos de errores en los últimos años. De estos escenarios, Ehrlich ha dicho que, aunque, "afirmamos claramente que no eran predicciones y que 'podemos estar seguros de que ninguna de ellas se hará realidad como se dijo' (p. 72) - a menudo se cita su fracaso como una falla de predicción. Honestamente, los escenarios estaban muy lejos, especialmente en el momento oportuno (subestimamos la capacidad de recuperación del sistema mundial). Pero abordaron problemas futuros en los que la gente debería haber estado pensando en 1968 ". Ehrlich afirma además que todavía respalda la tesis principal del libro, y que su mensaje es tan apropiado ahora como lo fue en 1968.
Las opiniones de Ehrlich han evolucionado con el tiempo y ha propuesto diferentes soluciones al problema de la superpoblación. En The Population Bomb escribió: "Debemos tener control de la población doméstica, con suerte a través de un sistema de incentivos y sanciones, pero por compulsión si los métodos voluntarios fallan. Debemos usar nuestro poder político para impulsar a otros países a ejecutar programas que combinen el desarrollo agrícola y el control de la población." Las medidas voluntarias que ha respaldado incluyen la disponibilidad lo más fácil posible del control de natalidad y el aborto. En 1967, expresó su convicción de que la ayuda solo debería otorgarse a aquellos países que no se consideraban "sin esperanza" para alimentar a sus propias poblaciones.

#### La explosión de la población(1990)
En su secuela de The Population Bomb, titulada The Population Explosion, los Ehrlich escribieron sobre cómo la creciente población mundial empequeñece la capacidad de la Tierra para mantener los niveles de vida actuales. El libro llama a la acción para enfrentar el crecimiento de la población y la crisis resultante:
   " ¿Cuándo hay un área superpoblada? Cuando su población no puede mantenerse sin agotar rápidamente los recursos no renovables [39] (o convertir los recursos renovables en recursos no renovables) y sin degradar la capacidad del medio ambiente para mantener a la población. En resumen, si la capacidad de carga a largo plazo de un área está siendo claramente degradada por sus ocupantes humanos actuales, esa área está superpoblada."

#### Tamaño óptimo de la población humana(1994)
En este artículo, los Ehrlich analizan su opinión sobre el "tamaño óptimo" para la población humana, dada su estimación de las realidades tecnológicas actuales. Se refieren al establecimiento de "políticas sociales para influir en las tasas de fertilidad".

### Después del 2000

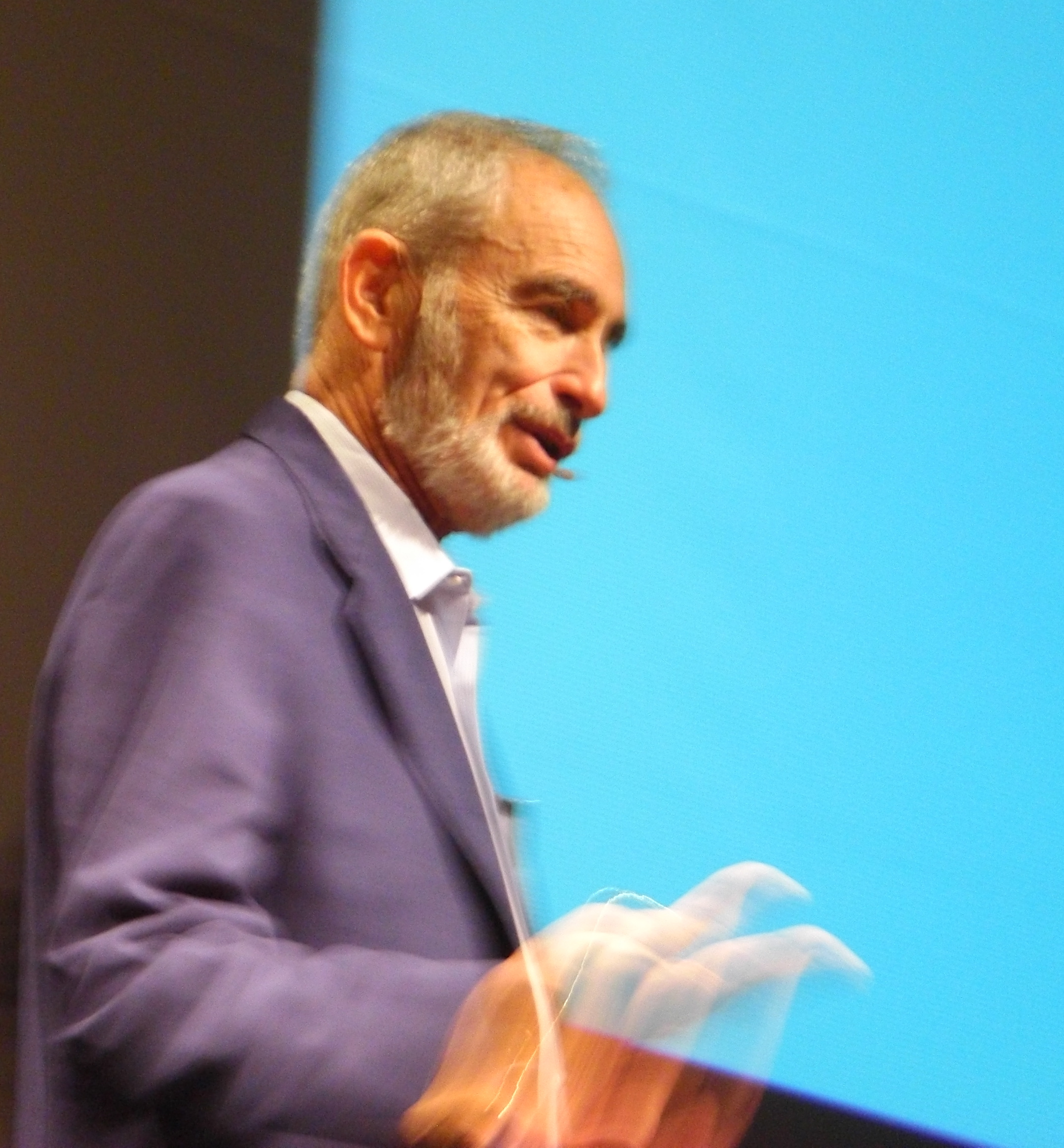
Paul R. Ehrlich. 2008

Durante una entrevista en 2004, Ehrlich respondió preguntas sobre las predicciones que hizo en The Population Bomb. Reconoció que algo de lo que había publicado no había ocurrido, pero reafirmó su opinión básica de que la superpoblación es un problema importante. Señaló que "Cincuenta y ocho academias de ciencias dijeron lo mismo en 1994, al igual que la advertencia de los científicos del mundo a la humanidad en el mismo año. ¡Mi punto de vista se ha convertido en la deprimente línea principal!". Ehrlich también afirmó que 600 millones de personas pasaban hambre, miles de millones estaban desnutridos y sus predicciones sobre las enfermedades y el cambio climático eran esencialmente correctas. Retrospectivamente, Ehrlich cree que The Population Bomb fue "demasiado optimista".
En una discusión de 2008 organizada por el sitio web Salón, Paul Ehrlich se ha vuelto más crítico de los Estados Unidos, alegando que debe controlar su población y consumo como un ejemplo para el resto del mundo. Y ha negado algo de lo que dijo en The Population Bomb. Todavía piensa que los gobiernos deberían desalentar a las personas a tener más de dos hijos, lo que sugiere, por ejemplo, una mayor tasa de impuestos para las familias más grandes.
En 2011, cuando la población mundial superó la marca de los siete mil millones, Ehrlich argumentó que los próximos dos mil millones de personas en la Tierra causarían más daños que los dos mil millones anteriores porque ahora tenemos que recurrir cada vez más a recursos más marginales y dañinos para el medio ambiente. A partir de 2013, Ehrlich continúa realizando investigaciones de políticas relacionadas con cuestiones de población y recursos, con énfasis en las especies en peligro de extinción, la evolución cultural, la ética ambiental y la preservación de los recursos genéticos. Junto con la Dra. Gretchen Daily, ha realizado trabajos en biogeografía de campo; es decir, el estudio de hacer que las áreas con perturbaciones humanas sean hospitalarias para la biodiversidad. Su grupo de investigación en la Universidad de Stanford examina extensamente las poblaciones naturales de una mariposa llamada Bay checkerspot en inglés (Euphydryas editha bayensis). Los desastres relacionados con la población que predijo Ehrlich no se han materializado en gran medida, con la desaceleración de las tasas de crecimiento de la población y las nuevas tecnologías de producción de alimentos que aumentan el suministro de alimentos más rápido que la población. Ehrlich respalda su tesis general de que la población humana es demasiado grande y representa una amenaza directa para la supervivencia humana y el medio ambiente del planeta.

### Respuesta a las críticas
Ehrlich ha argumentado que la humanidad simplemente ha aplazado el desastre mediante el uso de técnicas agrícolas más intensivas, como las introducidas durante la llamada Revolución Verde. Ehrlich afirma que el aumento de las poblaciones y la prosperidad estresan cada vez más el medio ambiente mundial, debido a factores como la pérdida de biodiversidad, la sobrepesca, el calentamiento global, la urbanización, la contaminación química y la competencia por las materias primas. Sostiene que debido a los crecientes ingresos globales, la reducción del consumo y la población humana son fundamentales para proteger el medio ambiente y mantener los niveles de vida, y que las tasas de crecimiento actuales son demasiado grandes para un futuro sostenible.

### Otras actividades
Ehrlich fue uno de los iniciadores del grupo Zero Population Growth (cuyo nombre fue Population Connection) en 1968, junto con Richard Bowers y Charles Remington. Él y su esposa Anne formaron parte de la junta de asesores de la Federación para la Reforma de la Inmigración Estadounidense hasta 2003.
Actualmente es un mecenas de Population Matters (anteriormente conocido como Optimum Population Trust).
Ehrlich ha impartido conferencias en Israel sobre el tema de la desertificación. Él ha argumentado que "los verdaderos sionistas deben tener familias pequeñas".